# 大塚恭男
大塚 恭男（おおつか やすお、1930年（昭和5年）1月29日 – 2009年（平成21年）3月8日））は、日本の医師、医史学者。学位は医学博士（東京大学）。大塚敬節の長男。北里研究所東洋医学総合研究所第3代所長を務め、医史学、特に東西の薬史学に秀でた業績を残した。

## 来歴
1930年（昭和5年）1 月 29 日　高知県香美郡日章村田村に大塚敬節の長男として出生。父大塚敬節は漢方の勉学に駆り立てられて妻と生後間もない恭男を高知において上京し、湯本求真のもとで漢方の勉強をした。1年後の1931年（昭和6年）5月に大塚敬節が妻子を東京に呼び寄せ、牛込区船河原町に転居した。船河原町で育ち、地元の津久戸国民小学校に入学。2年後輩には大塚敬節と昭和漢方を築いた矢数道明の長男、矢数圭堂がいる。1942年（昭和17年）4月東京府立第一中学校入学。昭和22年4月武蔵高等学校入学。1948年（昭和23年）旧制武蔵高等学校一年終了時に中退し、旧制第一高等学校入学。1949年新制東京大学教養学部編入。1951年東京大学医学部医学科入学した。
1955年、東京大学医学部医学科卒業。１年間のインターンを経て第一内科に入局し、薬理学教室の大学院に入学した。中枢神経系の薬理作用について研究をした。脳波の研究で学位を取得し、1962年9月西ドイツのビーベラッハ（Biberach）にあるベーリンガーインゲルハイム社グループのカール・トーメ社（Karl Thomae）の研究所に留学した。1965年9月からはウイーン大学医学部薬理学教室でさらに半年間の研究をし、1966年3月に帰国した。

### 短歌を通じた交流
大塚恭男は幼い頃から和歌や漢詩に親しんでいたが、特にアララギ派に傾倒していた。東京大学在学中に短歌・俳句を通じて親交を深めたのが有馬朗人と中西進である。文学部の中西進とともに東京大学短歌会を復活させたのがきっかけで、武蔵高等学校からの親友であった有馬朗人とともに、短歌・俳句の腕を磨き合った仲間で、生涯親交が途絶えなかった。

### 萬菫不殺
医史学・薬史学の研究業績は多々あるが、中でも特筆すべきは「萬菫不殺」であろう。サソリ毒とトリカブト毒がお互いに打ち消しあうということが1世紀の西洋で著されたガイウス・プリニウス・セクンドゥスの『博物誌』とペダニウス・ディオスコリデスの『ギリシャ本草』に記載されている。それとまったく同じ事実を紀元前239年の中国で成立したとみられる『呂氏春秋』に発見した。「夫草有莘。有藟。独食之。則殺人。合而食之。則益寿。萬菫不殺。」とある。莘という草と藟という草は人を殺すほどの猛毒だが、合わせて食べると寿命を延ばすというのである。同様に萬（サソリ）と菫（トリカブト）もともに猛毒だが、お互いの毒を打ち消し合うというのである。この発見はその後、トリカブト殺人事件の際、フグ毒とトリカブトを配合して作用時間を延ばした事件の解決にも役立った。

### 北里研究所
1972年、北里研究所に東洋医学総合研究所が設立され、初代所長に大塚敬節が就任した。大塚恭男は非常勤として入所し、1976年に常勤となった。その後北里研究所部長、東洋医学総合研究所臨床研究部長、北里研究所社員、北里大学客員教授、東洋医学総合研究所基礎研究部長などを歴任し、1982年に東洋医学総合研究所副所長、1984年北里研究所理事、1986年には東洋医学総合研究所所長に就任した。1993年には北里研究所の副所長となった。

### 医史学研究
東洋医学総合研究所で力を入れたのは医史学研究である。矢数道明が所長の時代に医史学研究室ができ、それを発展させた。小曽戸洋、真柳誠をはじめとして、日本の医史学を牽引する学者を育てた。江戸期の学者にできなかったこととして、東西の比較医学史を自分に課せられた命題と考えていた。

### 学会・社会的活動
学会関係では、日本東洋医学会理事、常任理事を務め、1982年には日本東洋医学会副会長、1987年には日本東洋医学会会長、同年には日本医史学会総会で会頭も務めた。1992年には第9回和漢医薬学会会頭を務めた。1994年には第4回国際アジア伝統医学退会会頭を務めた。日本学術会議においては、医学教育・医史学研究連絡委員会委員、精神医学研究連絡委員会委員、医薬研究連絡委員会委員を歴任している。。

### 修琴堂大塚医院
1996年　北里研究所東洋医学総合研究所長、北里研究所副所長を辞して、北里研究所東洋医学総合研究所名誉所長となり、修琴堂大塚医院院長として、漢方の診療に専念した。大塚恭男の診療は最晩年まで続いたが、2009年3月8日肺炎のため自宅にて死去。享年79歳。墓所は多磨霊園。

## 著作
- 大塚恭男訳著『医学史の旅《パリ》』（医歯薬出版）1972年
- 大塚恭男編著『東洋医学をさぐる』（日本評論社）1973年
- 大塚恭男共著『Asian Medical Systems: A Comparative Study』(カリフォルニア大学出版局) 1976年
- 大塚恭男訳著『KANPO Geschichte, Theorie und Praxis der Chinesisch-Japanischen Traditionellen Medizin』 Tsumura Juntendo AG, 1976年
- 大塚恭男共著『知の革命史　第6巻　医学思想と人間』（朝倉書店）1979年
- 大塚恭男共著『和漢薬物学』（日本評論社）1982年
- 大塚恭男著『東洋医学入門』（日本評論社）1983年
- 大塚恭男共著『漢方の基礎と応用』（薬事新報社）1984年
- 大塚恭男共編著『今日のアジア伝統医学』（Excerpta Medica）1985年
- 大塚恭男編著『感染症の漢方治療』（メディカルトリビューン）1985年
- 大塚恭男共訳著『臨床医学と薬用植物―世界の薬草と漢方』（エンタプライズ）1985年
- 大塚恭男共著『現代のー漢方治療概説・症例・文献リスト』（東洋学術出版社）1985年
- 大塚恭男共著『繁用漢方薬』（日本臨床）1986年
- 大塚恭男共編著『プライマリ・ケアと東洋医学』（誠信書房）1986年
- 大塚恭男共著『老いの発見 3 老いの思想』（岩波書店）1987年
- 大塚恭男共編著『臨床薬物治療学体系20　和漢医薬学』（情報開発研究所）1987年
- 大塚恭男共編著『東洋医学大事典』（講談社）1988年
- 大塚恭男共編著『最新の漢方薬理』（Excerpta Medica）1989年
- 大塚恭男共著『日本科学史の射程』（培風館）1989年
- 大塚恭男共著『東洋医学入門』（読売新聞社）1990年
- 大塚恭男共編著『新・漢方処方マニュアル』（思文閣出版）1991年
- 大塚恭男共編著『内科診療と漢方』（医薬ジャーナル社）1992年
- 大塚恭男共監修『中国本草図録』（中央公論社）1992年
- 大塚恭男著『東西生薬考』（創元社）1993年
- 大塚恭男編著『これだけは知っておきたい漢方治療』（日本放送出版協会）1993年
- 大塚恭男著『漢方と薬のはなし』（思文閣出版）1994年
- 大塚恭男共訳著『近代中国の伝統医学』（創元社）1994年
- 大塚恭男共著『健康生活医学事典』（創元社）1994年
- 大塚恭男著『医学史こぼれ話』（臨床情報センター）1995年
- 大塚恭男共著・共監修『漢方医学の新知識』（日本評論社）1995年
- 大塚恭男著『新書　東洋医学』（岩波書店）1996年
- 大塚恭男著『東洋医学の世界』（北里研究所東洋医学総合研究所）1998年